# اودینیون
اودینیون (به فرانسوی: Audignon) یک کمون در فرانسه است که در canton of Saint-Sever واقع شده‌است. اودینیون ۹٫۳۱ کیلومتر مربع مساحت دارد ۵۰ متر بالاتر از سطح دریا واقع شده‌است.